# عبد العزيز مجرشي (لاعب كرة قدم مواليد 1991)
عبد العزيز مجرشي لاعب كرة قدم سعودي محترف، يلعب في مركز الظهير الأيمن في نادي الدرعية.
لعب سابقاً لأندية الوحدة ونادي الرائد ونادي الفيحاء و نادي الفتح و نادي الكوكب ونادي العدالة ونادي الطائي ونادي الدرعية.